# Мэрион, Фрэнсис
Фрэ́нсис Мэ́рион (Francis Marion [ˈmɛr-iː-ən, ˈmɑːr-iː-ən]; ок. 1732 — 27 февраля 1795) — американский плантатор, политик и военный, участник Войны с французами и индейцами и Войны за независимость США (1775—1783). Он не командовал регулярной армией и не участвовал в крупных сражениях, но при этом считается создателем тактики партизанской войны и принципов манёвренной войны. В 1782 году он был избран в Ассамблею Южной Каролины.

## Биография
Фрэнсис Мэрион родился на плантации Гоутфилд (округ Беркли, провинция Южная Каролина). Приблизительно, в 15 лет нанялся на корабль, направляющийся в Вест-Индию, который затонул во время шторма: Мэрион, вместе с другими членами экипажа, спасся на шлюпке, им пришлось провести в море около недели, прежде чем они достигли земли.
Начал военную карьеру незадолго до своего 25-летия. 1 января 1757 года Фрэнсис и его брат Джоб были рекрутированы капитаном Джоном Постеллом в милицию для участия в войне против французов и индейцев. В 1761 году в чине лейтенанта, под командованием капитана Уильяма Молтри, участвовал в кампании против индейцев чероки.
В 1775 году был членом Провинциального конгресса штата Южная Каролина. 21 июня 1775 года Мэрион был назначен капитаном во 2-й полк Южной Каролины под командованием Уильяма Молтри. В июне 1776 года участвовал в защите форта Салливан в Чарльстонской гавани. В сентябре того же года Континентальный конгресс присвоил Мэриону чин подполковника.
Осенью 1779 года Мэрион участвовал в осаде Саванны. В июле 1780 года получил чин полковника Континентальной армии. В августе того же года присоединяется к армии генерала Гейтса, вскоре был назначен командиром милиции региона Пи-Ди в Южной Каролине.
После сражения при Кэмдене, организовал отряд рейнджеров, получивший название «Партизаны Мэриона». В 1780—1781 годах успешно действовал против англичан и лоялистов в болотистых районах Южной Каролины. Получил прозвище «Болотный лис» (англ. Swamp Fox). Также, рейнджеры Мериона ловили и возвращали прежним хозяевам беглых негров-рабов. В августе 1781 года Мерион получил чин бригадного генерала.
Во время боевых действий плантация Мэриона была сожжена, а рабы бежали к англичанам. После войны ему пришлось занимать деньги для восстановления плантации и покупки новых рабов. В это же время Мэрион женится на своей кузине Мэри Эстер Виду.
В январе 1782 года Мэрион избран в Сенат Южной Каролины. В 1784 году назначен комендантом форта Джонсон в штате Южная Каролина с ежегодным жалованьем в 500 долларов.
Считается одним из создателей современной стратегии и тактики ведения партизанской войны.

## Память
Его именем назван один из городов в штате Виргиния.
Его имя занесено в Список рейнджеров Армии США.

### Образ в кино- и телефильмах
Генерал Фрэнсис Мэрион послужил прототипом для создания образа главного героя фильма «Патриот» — Бенджамина Мартина, которого сыграл в фильме популярный актёр Мел Гибсон. Ранее в 1959 году был снят телесериал «Болотный лис», в котором Фрэнсиса Мэриона сыграл Лесли Нильсен.